# لويز كارلوس دوس سانتوس جونيور
لويز كارلوس دوس سانتوس جونيور (بالبرتغالية: Luiz Carlos dos Santos Junior‏) المعروف باسم جونينيو (بالبرتغالية: Juninho‏) (ولد في 16 مارس 1995 في ماسايو، البرازيل) لاعب كرة قدم برازيلي يجيد اللعب في مركز الوسط المهاجم وبدرجة أقل الوسط الأيمن والأيسر. يلعب حاليا لصالح نادي اللواء السعودي.

## المسيرة الرياضية

### الأندية
في 1 يناير 2014 انضم جونينيو إلى نادي جوينفيل تحت 20 سنة البرازيلي في صفقة انتقال حر. في موسمه الأول 2014 وفي بطولة كأس البرازيل للشباب ساهم في وصول فريقه إلى الدور الثمن النهائي عندما خسر من غوياس 0-5 في مجموع المباراتين.
في موسمه الثاني والأخير 2015 وفي بطولة دوري الدرجة الأولى لولاية كاتارينا للشباب ساهم في وصول فريقه إلى الدور النصف النهائي. وفي بطولة كأس البرازيل للشباب ساهم في وصول فريقه إلى الدور النصف النهائي عندما خسر من ساو باولو 2-4 في مجموع المباراتين.
في 1 يونيو 2015 تم تصعيد جونينيو إلى الفريق الأول لجوينفيل. في موسمه الأول 2015 وفي بطولة دوري الدرجة الأولى ساهم في احتلال فريقه المركز العشرين الأخير برصيد 31 نقطة من 38 مباراة بفارق 12 نقطة عن منطقة الأمان وبالتالي الهبوط إلى الدرجة الثانية. وفي بطولة كأس البرازيل خرج فريقه من الجولة الأولى عندما خسر في الدور الأول من إيتوانو 1-3 في مجموع المباراتين. وفي بطولة كوبا سود أمريكانا خرج فريقه من الجولة الأولى عندما خسر في الدور الثاني من أتلتيكو باراناينسي 0-3 في مجموع المباراتين.
في موسمه الثاني 2016 وفي بطولة دوري الدرجة الأولى لولاية كاتارينا ساهم في وصول فريقه إلى المباراة النهائية عندما خسر من شابيكوينسي 1-2 في مجموع المباراتين. وفي بطولة دوري الدرجة الثانية ساهم في احتلال فريقه المركز السابع عشر برصيد 40 نقطة من 38 مباراة بفارق نقطة واحدة عن منطقة الأمان وبالتالي الهبوط إلى الدرجة الثالثة. وفي بطولة كأس البرازيل ساهم في وصول فريقه إلى الدور الثاني عندما خسر من سيارا 0-2 في مجموع المباراتين.
في 1 يناير 2017 انتقل جونينيو من جوينفيل إلى أنابوليس البرازيلي بنظام الإعارة لمدة نصف موسم. في موسمه الوحيد 2017 وفي بطولة دوري الدرجة الأولى لولاية غوياس فشل فريقه في الصعود إلى الدور النصف النهائي بعدما احتل المركز الثالث في المجموعة الثانية برصيد 17 نقطة من 14 مباراة بفارق 5 نقاط عن منطقة الصعود. في 30 يونيو 2017 انتهت الإعارة وعاد جونينيو إلى جوينفيل.
في 11 سبتمبر 2017 انتقل جونينيو من جوينفيل إلى الطائي السعودي في صفقة انتقال حر. في موسمه الوحيد 2017-2018 وفي بطولة دوري الدرجة الأولى ساهم في حصد فريقه 28 نقطة من 22 مباراة. وفي بطولة كأس خادم الحرمين الشريفين خرج فريقه من الجولة الأولى عندما خسر في الدور64 من التقدم 0-3.
في 31 يناير 2018 انتقل جونينيو من الطائي إلى النجوم السعودي في صفقة انتقال حر. في موسمه الوحيد 2017-2018 وفي بطولة دوري الدرجة الأولى ساهم في احتلال فريقه المركز الثاني عشر برصيد 33 نقطة من 30 مباراة بفارق الأهداف عن منطقة الهبوط.
في 15 أغسطس 2018 انتقل جونينيو من النجوم إلى ناسيونال ساو باولو البرازيلي في صفقة انتقال حر. في موسمه الوحيد 2018 وفي بطولة كأس ولاية ساو باولو (باوليستا) فشل فريقه في الصعود إلى الدور الثمن النهائي بعدما احتل المركز السادس في المجموعة الرابعة برصيد 13 نقطة من 12 مباراة بفارق 6 نقاط عن منطقة الصعود.
في 4 ديسمبر 2018 انتقل جونينيو من ناسيونال ساو باولو إلى فيرانوبوليس البرازيلي في صفقة انتقال حر. في موسمه الوحيد 2018 وفي بطولة دوري الدرجة الأولى لولاية غوتشو ساهم في احتلال فريقه المركز الثاني عشر الأخير برصيد 5 نقاط من 11 مباراة بفارق 6 نقاط عن منطقة الأمان وبالتالي الهبوط إلى الدرجة الثانية لولاية غوتشو. في 25 مارس 2019 تم فسخ العقد بين الطرفين.
في 1 أغسطس 2019 انضم جونينيو إلى البسيتين البحريني في صفقة انتقال حر. في موسمه الوحيد 2019-2020 وفي بطولة دوري الدرجة الممتازة ساهم في احتلال فريقه المركز الثامن برصيد 16 نقطة من 18 مباراة بفارق نقطة واحدة عن منطقة الأمان فانتقل إلى ملحق الهبوط حيث فاز على البحرين 4-2 في مجموع المباراتين. وفي بطولة كأس ملك البحرين ساهم في وصول فريقه إلى الدور الربع النهائي حيث خسر من المنامة 1-5 في مجموع المباراتين. وفي بطولة كأس الاتحاد البحريني ساهم في وصول فريقه إلى المباراة النهائية حيث خسر من المحرق 1-4.
في 15 سبتمبر 2020 انتقل جونينيو من البسيتين إلى النجمة البحريني في صفقة انتقال حر. في موسمه الوحيد 2020-2021 وفي بطولة دوري الدرجة الممتازة ساهم في احتلال فريقه المركز الثامن برصيد 15 نقطة من 18 مباراة بفارق نقطتين عن منطقة الأمان فانتقل إلى ملحق الهبوط حيث فاز على الإتفاق 3-0 في مجموع المباراتين. وفي بطولة كأس ملك البحرين ساهم في وصول فريقه إلى الدور الربع النهائي حيث خسر من الرفاع 0-1. وفي بطولة كأس الاتحاد البحريني فشل في التأهل إلى الدور النصف النهائي بعدما احتل المركز الثاني في المجموعة الرابعة برصيد 6 نقاط من 3 مباريات بفارق الأهداف عن المتصدر البديع.
في 1 يوليو 2021 انتقل جونينيو من النجمة إلى سترة البحريني في صفقة انتقال حر. في موسمه الوحيد 2021-2022 وفي بطولة دوري الدرجة الثانية ساهم في احتلال فريقه المركز الثالث برصيد 29 نقطة من 18 مباراة فانتقل إلى دوري الهبوط الرباعي حيث احتل في نهاية المطاف المركز الثاني برصيد 5 نقاط من 3 مباريات بفارق 5 نقاط عن منطقة الهبوط بالتالي صعد إلى الدرجة الممتازة. وفي بطولة كأس ملك البحرين ساهم في وصول فريقه إلى الدور الثمن النهائي حيث خسر من الحد 1-2. وفي بطولة كأس الاتحاد البحريني فشل في التأهل إلى الدور النصف النهائي.
في 1 يوليو 2022 انتقل جونينيو من سترة إلى البحرين البحريني في صفقة انتقال حر.
و في صيف عام 2024 انتقل إلى نادي اللواء السعودي.

## روابط خارجية
- لويز كارلوس دوس سانتوس جونيور على موقع قاعدة بيانات كرة القدم.إي يو (الإنجليزية)
- لويز كارلوس دوس سانتوس جونيور على موقع Soccerway.com (الإنجليزية)